# California State Polytechnic University - Humboldt
California State Polytechnic University, Humboldt (Cal Poly Humboldt), vóór 26 januari 2022 bekend als Humboldt State University (HSU), is een Amerikaanse openbare universiteit in het Californische universiteitsstadje Arcata in Humboldt County. Het is de meest noordelijke universiteit in het California State University-systeem, waartoe in totaal 23 universiteiten behoren.
Op 26 januari 2022 werd de naam van de universiteit officieel veranderd in California State Polytechnic University, Humboldt. Dit volgde op een investering van meer dan US $ 450 miljoen door de staat Californië.

## Campus
De universiteit heeft haar hoofdcampus op de Preston-heuvel boven Arcata. De campus staat bekend om zijn ligging in de natuur, tussen de redwood-bossen en met een groots uitzicht over de Humboldt Bay en de Stille Oceaan, en om zijn relatieve afgelegenheid. De campus ligt zo'n 13 kilometer ten noorden van het regionale centrum Eureka en 450 km ten noorden van San Francisco.

## Alumni
Enkele bekende alumni van de Humboldt State University zijn:
- Raymond Carver, schrijver en dichter
- Trevor Dunn, muzikant
- Stephen Hillenburg, animator
- John Kiffmeyer, eerste drummer bij Green Day
- Galen Rathbun, bioloog
- Ernie Wasson, botanicus en tuinbouwkundige
- Martin Wong, schilder